# Park Sang-hoon
Dans ce nom coréen, le nom de famille, Park, précède le nom personnel.
Park Sang-hoon, né le 13 mars 1993, est un coureur cycliste sud-coréen. Il participe à des compétitions sur route et sur piste.

## Palmarès sur route

### Par année
- 2010
  -  Champion d'Asie du contre-la-montre juniors
- 2011
  -  Champion d'Asie sur route juniors
  -  Médaillé de bronze du championnat d'Asie du contre-la-montre juniors
- 2014
  -  Champion d'Asie du contre-la-montre espoirs[1]
  - 2e de la Jeolginyeon Stage Race
  - 6e du championnat d'Asie sur route espoirs
- 2015
  -  Champion d'Asie du contre-la-montre espoirs
  -  Champion de Corée du Sud du contre-la-montre espoirs
  - 2e du championnat de Corée du Sud du contre-la-montre
- 2017
  - 2e du championnat de Corée du Sud du contre-la-montre
- 2019
  - 2e étape du Tour de Thaïlande
  -  Médaillé d'argent du championnat d'Asie du contre-la-montre par équipes

### Classements mondiaux
| Année                                 | 2014 | 2015 | 2016  | 2017  | 2018  | 2019  |
| ------------------------------------- | ---- | ---- | ----- | ----- | ----- | ----- |
| Classement mondial                    |      |      | 2818e | 1588e | 1770e | 1686e |
| UCI Asia Tour                         | 124e | 146e | 656e  | 266e  | 302e  | 140e  |
|                                       |      |      |       |       |       |       |
| Légende : nc = non classéSource : UCI |      |      |       |       |       |       |

## Palmarès sur piste

### Jeux olympiques
- Rio 2016
  - 16e de l'omnium

### Championnats du monde
- Londres 2016
  - 15e de l'omnium
- Hong Kong 2017
  - 14e de l'omnium[2]
- Pruszków 2019
  - 15e de la poursuite par équipe[3]
  - 16e de la course aux points
  - Abandon lors de l'américaine

### Championnats du monde juniors
- Moscou 2011
  -  Champion du monde de poursuite juniors

### Coupe du monde
- 2016-2017
  - 3e de l'omnium à Los Angeles

### Jeux asiatiques
- Incheon 2014
  -  Médaillé d'argent de la poursuite par équipes
- Jakarta 2018
  -  Médaillé d'or de la poursuite individuelle
  -  Médaillé d'argent de l'américaine

### Championnats d'Asie
- Nakhon Ratchasima 2015
  -  Champion d'Asie de poursuite
  -  Médaillé de bronze de la poursuite par équipes
- New Dehli 2017
  -  Champion d'Asie de poursuite
  -  Champion d'Asie de l'américaine
  -  Médaillé d'argent de la poursuite par équipes
- Jakarta 2019
  -  Champion d'Asie de course aux points
- Jincheon 2020
  -  Champion d'Asie de poursuite
  -  Médaillé d'argent de la poursuite par équipes
- New Delhi 2022
  -  Médaillé d'argent de la poursuite
  -  Médaillé d'argent de la poursuite par équipes
  -  Médaillé d'argent de l'américaine
- Nilai 2023
  -  Médaillé de bronze de l'omnium
- Nilai 2025
  -  Champion d'Asie de poursuite par équipes
  -  Médaillé d'argent de l'élimination
  -  Médaillé d'argent de l'américaine

### Championnats nationaux
- 2015
  -  Champion de Corée du Sud de poursuite
- 2020
  -  Champion de Corée du Sud de l'américaine (avec Cha Dong-heon)
  - 3e du championnat de Corée du Sud de poursuite par équipes
- 2022
  -  Champion de Corée du Sud de l'américaine (avec Jang Hun)
- 2023[4]
  -  Champion de Corée du Sud de l'américaine (avec Jang Hun)
  -  Champion de Corée du Sud de l'omnium
  -  Champion de Corée du Sud de poursuite par équipes (avec Jang Hun, Hong Seung-min et Kang Suk-ho)
- 2024[5]
  -  Champion de Corée du Sud de l'américaine (avec Joo So-mang)
  - 2e du championnat de Corée du Sud de poursuite par équipes
- 2025
  - 2e du championnat de Corée du Sud de poursuite par équipes[6]